# Shirley Strong
Shirley Strong (Reino Unido, 18 de noviembre de 1958) es una atleta británica retirada, especializada en la prueba de 100 m vallas en la que llegó a ser subcampeona olímpica en 1984.

## Carrera deportiva
En los JJ. OO. de Los Ángeles 1984 ganó la medalla de plata en los 100 metros vallas, con un tiempo de 12.84 segundos, tras la estadounidense Benita FitzGerald, y por delante de la francesa Michèle Chardonnet y estadounidense Kim Turner, ambas empatadas con el bronce.